# Charles D. Drake
Charles D. Drake (Cincinnati, 1811. április 11. – Washington, 1892. április 1.) az Amerikai Egyesült Államok szenátora (Missouri, 1867–1870).